# Sint-Martinuskerk (Utrecht)
De Sint-Martinuskerk was een kerkgebouw in de zuidelijke binnenstad van Utrecht aan de Oudegracht. De huidige Sint-Maartenskerk, opvolger van een schuilkerk aldaar, werd in neogotische stijl ontworpen door architect Alfred Tepe en gebouwd in 1899-1901.
De kerk uit 1899 verving een ouder kerkje op die plaats dat stamde uit 1753. Dit kerkje is t.b.v. de nieuwbouw afgebroken.

## Leegstand en hergebruik
Na de buitengebruikstelling in 1974 wegens teruglopend kerkbezoek stond de kerk jarenlang leeg.

### Sint-Jodocuskerk
In het televisieseizoen 1982-1983 fungeerde het kerkgebouw onder de naam Sint-Jodocuskerk als decor voor de televisieprogramma's uit de fictieve plaats van Juinen van Van Kooten en De Bie. Het gebouw zou door burgemeester en wethouders van Juinen ter beschikking zijn gesteld aan Van Kooten en De Bie.
Eind jaren 80 is de kerk verbouwd tot appartementen door architect Dolf de Maar. Een deel van het neogotische interieur verhuisde na de sluiting van de kerk naar de Sint-Antonius Abtkerk in Loo, eveneens een ontwerp van Tepe. Het vooraltaar kreeg een nieuwe plek in de huiskapel van het Ariënskonvikt. De gebrandschilderde ramen gingen naar de Sint-Martinuskerk in Makkum.
Op het pleintje voor de kerk staat een ruiterstandbeeld van Sint-Maarten, ontworpen door Albert Termote en onthuld in 1948. Links op het pleintje staat de voormalige pastorie uit de bouwtijd van de kerk, rechts op het pleintje een overdekte fietsenstalling uit 1948.
Historische kerkgebouwen:
Sint-Augustinuskerk · Buurkerk · Sint-Catharinakathedraal · Domkerk · Doopsgezinde kerk · Geertekerk · Jacobikerk · Jacobuskerk · Janskerk · Kerkenkruis · Lutherse Kerk · Mariakerk · Maria Minor · Nicolaïkerk · Pieterskerk · Sint-Gertrudiskathedraal · Sint-Martinuskerk · Sint-Salvatorkerk · Sint-Willibrordkerk · Westerkerk

Overige kerkgebouwen:
Adventkerk · Bethelkerk · Blijde Boodschapkerk · Gerardus Majellakerk · Heilig Hartkerk · Holy Trinity Church · H. Johannes de Doper en H. Bernarduskerk · Johanneskerk · Mattheüskerk · Nieuwe Kerk · Sint-Aloysiuskerk ·Sint-Antoniuskerk · Sint-Dominicuskerk · Sint-Gertrudiskerk · Sint-Jacobuskerk · Sint-Josephkerk · Sint-Rafaëlkerk · Stefanuskerk · Tuindorpkerk · Wederkomst des Herenkerk · Wilhelminakerk · Willem de Zwijgerkerk

Deels gesloopte kerken:
Oranjekerk

Gesloopte kerken:
Christus Koningkerk · Begijnekerk · Heilig Kruiskapel · Johannes de Doperkerk  · Julianakerk · Lucaskerk · Onze-Lieve-Vrouw-van-Goede-Raadkerk · 
Onze-Lieve-Vrouw-ten-Hemelopnemingkerk · Oosterkerk · Sint-Bernarduskerk · Sint-Dominicuskerk (Walsteegkerk) · Sint-Ludgeruskerk · Sint-Monicakerk · Sint-Nicolaaskerk · Sint-Pauluskerk · Sint-Salvatorkerk · Vaartkerk · Zuiderkerk

Voormalige kerken:
Emmaüskerk · Noorderkerk · Leeuwenbergkerk · Sint-Isidoruskerk

Lijst van kerken in Utrecht